# Sito d'arrampicata di Bourget
Il sito d'arrampicata di Bourget (in francese Site d'escalade du Bourget) è un impianto sportivo per la pratica dell'arrampicata sportiva situato nel comune di Le Bourget, nella regione dell'Île-de-France, e realizzato in occasione dei Giochi della XXXIII Olimpiade.

## Storia
I lavori di costruzione dell'impianto, uno dei pochi ad essere realizzato ex novo per i Giochi olimpici di Parigi 2024 insieme all'Arena Porte de la Chapelle e al Centro acquatico olimpico, iniziarono nel 2020. L'inaugurazione è avvenuta nel marzo 2024. Tra il 5 e il 10 agosto l'impianto ha ospitato le quattro gare di arrampicata sportiva dei Giochi della XXXIII Olimpiade.

## Caratteristiche
L'impianto dispone di sei pareti per l'arrampicata: quattro esterne, tre per le gare e una per il riscaldamento, che saranno smantellate dopo i giochi, e due permanenti di allenamento situate al chiuso in una palestra multiuso. Durante i giochi la capienza dell'impianto è stata di 6 000 posti, di cui 3 000 nelle tribune. Al termine dei giochi, la capienza sarà ridotta a 250 posti e la palestra adattata per ospitare le gare di pallamano.